# توفالو في الألعاب الأولمبية
شاركت توفالو في الألعاب الأولمبية في ثلاث دورات ألعاب أولمبية صيفية. لم يشاركو بعد في أي دورة ألعاب أولمبية شتوية.
تم الاعتراف برابطة توفالو للرياضة واللجنة الأولمبية الوطنية كلجنة أولمبية وطنية في يوليو 2007. دخلت توفالو دورة الألعاب الأولمبية لأول مرة في دورة الألعاب الأولمبية الصيفية لعام 2008 في بكين، الصين، برافع أثقال ورياضيين ألعاب قوى في سباقات 100 متر للرجال والسيدات. لا يزال على الرياضيين في توفالو أن يتقدموا بعد الجولة الأولى من أحداثهم.

## اللجنة الأولمبية الوطنية
تأسست جمعية توفالو للرياضة واللجنة الأولمبية الوطنية (TASNOC) في عام 2004 تحت اسم «اتحاد توفالو للرياضة». تم تغيير اسمها إلى TASNOC واعترفت بها اللجنة الأولمبية الدولية كلجنة أولمبية وطنية (NOC) في 16 يوليو 2007. أدار روبرت لوبولا اتحاد توفالو الرياضي وطلب عضوية الحركة الأولمبية، التي نسقتها اللجان الأولمبية الوطنية لأوقيانوسيا. تنظم TASNOC مشاركة توفالو في ألعاب الكومنولث بالإضافة إلى الألعاب الأولمبية. كان للجنة ثلاثة أمناء عامين مختلفين: Isala T. Isala هو الأمين العام الحالي، و Eselealofa Apinelu هو الرئيس.

## نظرة عامة على الألعاب الأولمبية

### دورة الالعاب الاولمبية الصيفية 2008
أرسلت توفالو ثلاثة رياضيين إلى دورة الألعاب الأولمبية الصيفية لعام 2008: اثنان في ألعاب القوى وواحد في رفع الأثقال. سجل كل من أوكيلاني تينيلاو وأسينات مانوا الأرقام القياسية الوطنية في سباق 100 متر، بزمن 11.48 و 14.05 على التوالي. كلاهما تم اقصاءهما في الجولة الأولى. أنهى لوغونا إيسو المركز 21 في منافسات −69 كجم للرجال<span typeof="mw:Entity" id="mwNQ">&nbsp;</span>.

### دورة الالعاب الأولمبية الصيفية 2012
مثّل ثلاثة متنافسين من توفالو البلاد في أولمبياد 2012. تواو لابوا لابوا سجل أفضل انجاز لرياضي توفالو بحصوله على المركز الثاني عشر في فعالية رفع الأثقال وزن -62 كجم رجال، رافعا ما مجموعه 243 كجم. تم إقصاء كل من تافيفيل نوا و <a href=«./أسينات مانوا» rel="mw:WikiLink" data-linkid="107" data-cx="{&amp;quot;adapted&amp;quot;:false,&amp;quot;sourceTitle&amp;quot;:{&amp;quot;title&amp;quot;:&amp;quot;Asenate Manoa&amp;quot;,&amp;quot;description&amp;quot;:&amp;quot;Tuvaluan sprinter&amp;quot;,&amp;quot;pageprops&amp;quot;:{&amp;quot;wikibase_item&amp;quot;:&amp;quot;Q778735&amp;quot;},&amp;quot;pagelanguage&amp;quot;:&amp;quot;en&amp;quot;},&amp;quot;targetFrom&amp;quot;:&amp;quot;mt&amp;quot;}" class="cx-link" id="mwQQ" title=«أسينات مانوا»>أسينات مانوا</a> في أول تصفيات لسباق 100 متر، وسجل مانوا رقماً قياسياً وطنياً في سباق 100 متر للسيدات.

### دورة الالعاب الاولمبية الصيفية 2016
مثل توفالو رياضي واحد في دورة الألعاب الأولمبية الصيفية لعام 2016، وهي الدولة الوحيدة التي أرسلت مندوبًا واحدًا. تنافس إتيموني تيمواني في سباق 100 متر، واحتل المركز السابع في تصفياته. لم يتقدم إلى الجولة التالية.

## الميداليات
لم تفز توفالو قط بميدالية في دورة الألعاب الأولمبية الصيفية.
| الألعاب            | الرياضيين       | الذهب | الفضة | البرونزية | مجموع |
| 2008 بكين          | 3               | 0     | 0     | 0         | -     |
| 2012 لندن          | 3               | 0     | 0     | 0         | -     |
| 2016 ريو دي جانيرو | 1               | 0     | 0     | 0         | -     |
| 2020 طوكيو         | حدث في المستقبل |       |       |           |       |
| 2024 باريس         | حدث في المستقبل |       |       |           |       |
| 2028 لوس أنجلوس    | حدث في المستقبل |       |       |           |       |
| مجموع              | مجموع           | 0     | 0     | 0         | -     |

## حاملو العلم

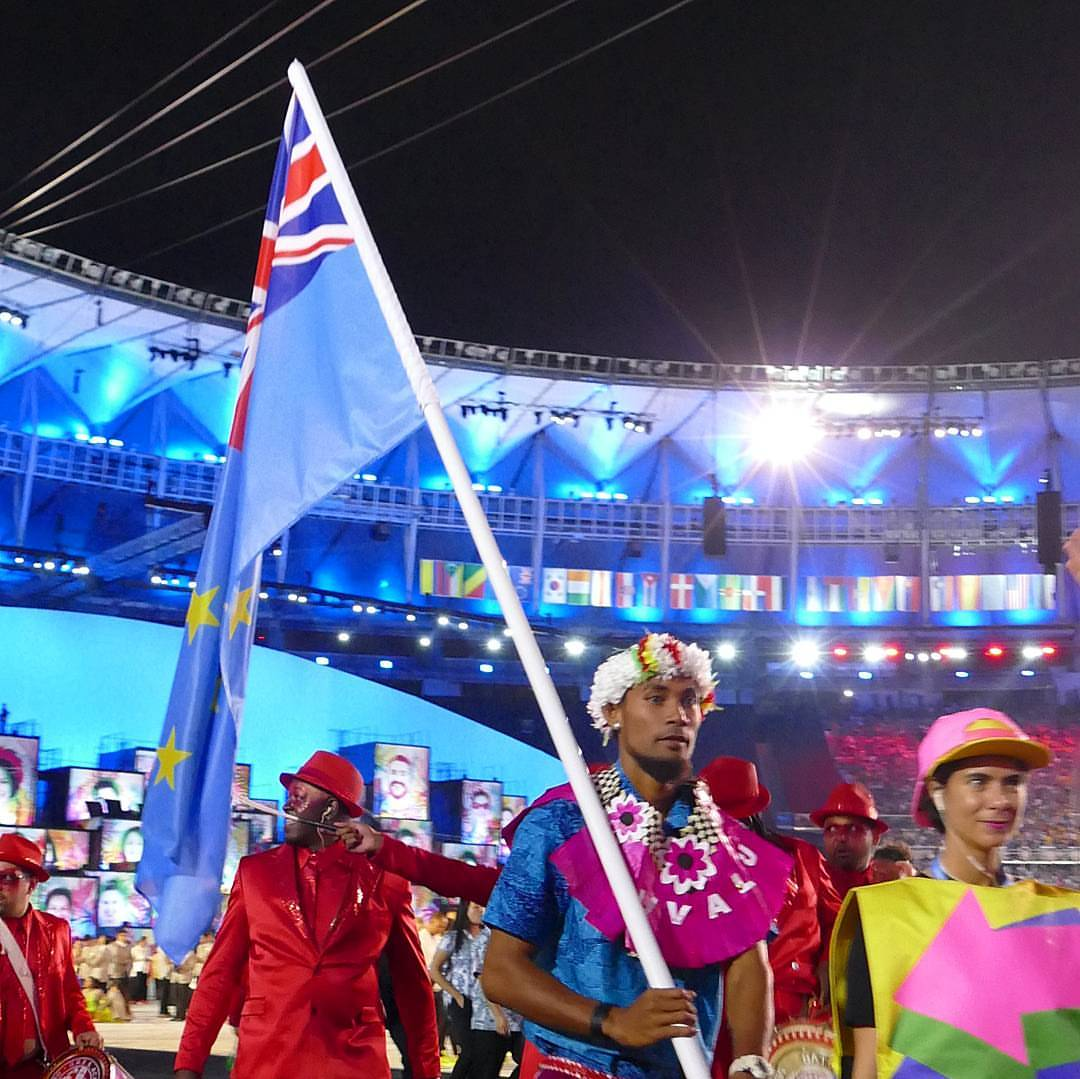
إتيموني تيمواني خلال موكب الأمم في دورة الألعاب الأولمبية الصيفية في ريو 2016.

حاملو العلم يحملون العلم الوطني لبلادهم في حفل الافتتاح والحفل الختامي للألعاب الأولمبية. أول حامل علم لتوفالو كان الرباع لوغونا إيسو، في عام 2008.
| الألعاب            | رياضي                                                | الرياضة                 | ملاحظات |
| ------------------ | ---------------------------------------------------- | ----------------------- | ------- |
| 2008 بكين          | Logona عيسو                                          | رفع الاثقال             | [ 15 ]  |
| 2012 لندن          | Tuau Lapua Lapua (الافتتاح) Asenate مانوا (الاختتام) | رفع الاثقال ألعاب القوى | [ 16 ]  |
| 2016 ريو دي جانيرو | Etimoni Timuani                                      | ألعاب القوى             | [ 17 ]  |

## روابط خارجية
- "Tuvalu". International Olympic Committee. مؤرشف من الأصل في 2021-01-26.
- "Tuvalu". Olympedia.com. مؤرشف من الأصل في 2021-03-25.
- "Olympic Analytics/TUV". olympanalyt.com. مؤرشف من الأصل في 2021-02-14.